# 대수 (환론)
추상대수학에서 대수(代數, 영어: algebra 앨지브라[*])는 쌍선형 곱셈을 갖춘 가군이다. 호환되는 환과 가군 구조를 갖춘 대수 구조에서 곱셈 항등원과 곱셈 결합 법칙을 생략하여 얻는다.

## 정의
가환 유사환 {\displaystyle R} 위의 대수 {\displaystyle (A,+,\{r\cdot \}_{r\in R},*)}는 다음 공리들을 만족시키는 대수 구조다.
- {\displaystyle (A,+,\{r\cdot \}_{r\in R})}는 {\displaystyle R}의 가군이다.
- {\displaystyle *\colon A\times A\to A}는 쌍선형 이항 연산이다.
  - (분배 법칙) 임의의 {\displaystyle a,b,c,d\in A}에 대하여, {\displaystyle (a+b)*(c+d)=a*c+a*d+b*c+b*d}
  - 임의의 {\displaystyle r\in R} 및 {\displaystyle a,b\in A}에 대하여, {\displaystyle r\cdot (a*b)=(r\cdot a)*b=a*(r\cdot b)}

결합 법칙을 만족시키는 대수를 결합 대수(영어: associative algebra), 교환 법칙을 만족시키는 대수를 가환 대수(영어: commutative algebra)라고 한다.

## 예
비교적 자주 접하는 대수들은 다음이 있다.
- 결합 대수
  - 호프 대수
  - 환에 대한 행렬 대수
  - 사원수 대수
  - 클리퍼드 대수
- 결합 대수가 아닌 대수
  - 팔원수와 십육원수
  - 리 대수는 결합 법칙을 따르지 않지만, 야코비 항등식이라는 법칙을 따른다. 리 대수의 보편 포락 대수는 결합 법칙을 따른다.
  - 요르단 대수는 비결합 가환대수다.

## 참고 문헌
- Grillet, Pierre Antoine (2007). 《Abstract algebra》. Graduate Texts in Mathematics (영어) 242. Springer. doi:10.1007/978-0-387-71568-1. ISBN 978-0-387-71567-4. ISSN 0072-5285.
- Schafer, Richard D. (1966). 《An introduction to non-associative algebras》. Pure and Applied Mathematics (영어) 22. Academic Press. ISBN 0-486-68813-5. Zbl 0145.25601. 2015년 4월 2일에 원본 문서에서 보존된 문서. 2015년 3월 23일에 확인함.